# PRWeek
PRWeek é uma revista especializada e site de notícias para a indústria de relações públicas e comunicações em geral. É publicada pelo Haymarket Media Group.

## História
A PRWeek foi lançada originalmente como um empreendimento privado em 1984 e foi adquirida pela maior editora, Haymarket Media Group, em 1988. A edição original do Reino Unido foi fundada por Geoffrey Lace e Lord Chadlington na década de 1980. A PRWeek foi posteriormente vendida aos antigos empregadores de Lace, Haymarket, o grupo editorial fundado por Michael Heseltine, um ministro do gabinete nos governos de Margaret Thatcher e John Major. Uma edição estadunidense foi lançada em 1998.
Em 2009, a PRWeek US passou de uma publicação semanal para mensal devido ao declínio da publicidade impressa e à mudança para o público online. Apesar da frequência reduzida, a revista manteve seu nome para reconhecimento da marca. O novo formato apresentava artigos mais longos e introduziu um modelo de assinatura paga para conteúdo online, mantendo o mesmo preço anual. Em 2013, a edição impressa britânica da PRWeek passou de uma edição semanal para uma mensal.

## Prêmios e classificações
A PRWeek produz pesquisas regulares sobre a indústria de relações públicas do Reino Unido, incluindo o ranking anual das 150 principais consultorias de RP. A PRWeek organiza prêmios do setor, referidos pelo Financial Times como as "maiores honrarias em comunicações e RP".